# جم گلین اوغلو
جم گلین اوغلو (انگلیسی: Cem Gelinoğlu؛ زادهٔ ۲۰ ژوئیهٔ ۱۹۸۳) فیلم‌نامه‌نویس، و بازیگر اهل ترکیه است. وی از سال ۲۰۱۵ میلادی تاکنون مشغول فعالیت بوده‌است.